# Арнав
Арна́в (фр. Arnave, окс. Arnava) — коммуна во Франции, находится в регионе Окситания. Департамент коммуны — Арьеж. Входит в состав кантона Тараскон-сюр-Арьеж. Округ коммуны — Фуа.
Код INSEE коммуны — 09016.

## Население
Население коммуны на 2008 год составляло 211 человек.
| 1962 | 1968 | 1975 | 1982 | 1990 | 1999 | 2008 |
| ---- | ---- | ---- | ---- | ---- | ---- | ---- |
| 131  | 146  | 109  | 123  | 153  | 168  | 211  |

## Экономика
В 2007 году среди 130 человек в трудоспособном возрасте (15—64 лет) 98 были экономически активными, 32 — неактивными (показатель активности — 75,4 %, в 1999 году было 72,7 %). Из 98 активных работали 91 человек (48 мужчин и 43 женщины), безработных было 7 (2 мужчины и 5 женщин). Среди 32 неактивных 11 человек были учениками или студентами, 9 — пенсионерами, 12 были неактивными по другим причинам.

## Фотогалерея
- Арнав
- Романская церковь св. Павла